# 川崎敏男
川崎 敏男（かわさき としお、1920年10月31日 - 2004年2月23日 ）は日本の薬学者、九州大学名誉教授。専門は天然物化学。薬学博士（1952年）。兵庫県出身。

## 略歴

### 学歴
- 1938年3月：大阪府立高津中学校卒業[1]
- 1941年3月：浪速高等学校卒業
- 1943年9月：東京帝国大学医学部薬学科卒業
- 1952年7月：東京大学　薬学博士　学位論文の題は　「コンボルブリノール酸並に其関連化合物の構造に就いて 」[2]。

### 職歴
- 1944年7月：東京帝国大学医学部薬学科助手
- 1950年7月：九州大学医学部薬学科助教授
- 1957年4月 : 米国国立公衆衛生研究所(National Institute of Health）客員研究員
- 1960年6月：九州大学医学部薬学科教授
- 1974年4月：九州大学薬学部長
- 1984年4月：九州大学名誉教授
- 1984年4月：摂南大学薬学部教授

#### 学外における役職
- 1978年4月：日本薬学会副会頭
- 1987年4月：日本薬学会会頭（1987年度）[3]
- 2004年2月23日東京都品川区にて没す。従三位

## 受賞歴・叙勲歴
- 宮田専治学術振興会学術奨励賞（第一回、1966年）「ステロイドサポニンに関する研究」
- 日本薬学会学術賞（1974年度）「配糖体、とくにオリゴグリコシドに関する研究」
- 勲二等旭日重光章（1995年）

## 家族
- 妻：喜久子（上原参良旧内務省官僚、弁護士の三女）
- 長男：川崎達男（NTTアメリカ代表取締役社長、電気通信普及財団理事長）